# Ludwig Bieberbach

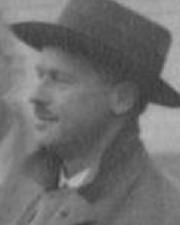
Ludwig Bieberbach (1930)

Ludwig Georg Elias Moses Bieberbach (* 4. Dezember 1886 in Goddelau bei Darmstadt; † 1. September 1982 in Oberaudorf in Oberbayern) war ein deutscher Mathematiker und führender Vertreter der nationalsozialistischen Deutschen Mathematik.

## Leben
Bieberbach war der Sohn von Eberhard Bieberbach, des damaligen Direktors der ehemaligen Landesirrenanstalt Heppenheim (Bergstraße), und dessen Ehefrau Lina Ludwig. Er studierte an den Universitäten von Heidelberg und Göttingen und wurde im Jahr 1910 an der Georg-August-Universität Göttingen bei Felix Klein promoviert. Im selben Jahr reichte er seine Habilitationsschrift an der Universität Zürich ein. Die im Juli erhaltene Venia Legendi gab er aber ein paar Monate später zurück und nahm eine Tätigkeit als Privatdozent an der Universität Königsberg auf. 1913 lehrte er als ordentlicher Professor an der Universität von Basel, 1915 an der Universität von Frankfurt am Main. An der Berliner Universität lehrte er von 1921 bis 1945.
Von 1924 bis 1945 war Bieberbach Mitglied der Preußischen Akademie der Wissenschaften in Berlin. 1924 gehörte er auch der Deutschen Akademie der Naturforscher (Leopoldina) an. 1932 hielt er einen Plenarvortrag auf dem Internationalen Mathematikerkongress in Zürich (Operationsbereiche von Funktionen).
Bieberbach war Betreuer oder Mitbetreuer der Promotionen von mehr als 30 Doktoranden. Dazu gehörten auch die Mathematiker Hubert Cremer, Werner Fenchel, Helmut Grunsky, Hans Pietsch, Karl Reinhardt, Kurt Schröder und Wilhelm Süss.
Im Dritten Reich gehörte Bieberbach zu den aktivsten Nationalsozialisten an der Berliner Universität. Er war SA-Mitglied seit 1933 und trat zum 1. Mai 1937 der NSDAP bei (Mitgliedsnummer 3.934.006). Als langjähriger Dekan und Prorektor übernahm er wichtige Führungspositionen in der Universität. Wegen seiner aktiven Beteiligung an der Verfolgung jüdischer Wissenschaftler bezeichnet die Geschichte der Berliner Universität ihn als „Großinquisitor der Universität“. Zu den Opfern seiner Aktivitäten gehörten unter anderem Hilda Geiringer, Edmund Landau und Issai Schur, mit dem er noch 1928 über Geometrie der Zahlen publiziert hatte. Er versuchte, eine „Deutsche Mathematik“ zu begründen, und gründete eine Zeitschrift mit diesem Namen. In seinem Versuch, die Deutsche Mathematiker-Vereinigung in seinem Sinn zu instrumentalisieren, stieß er aber auf Widerstand unter anderem von Helmut Hasse und musste zurückstecken. Sein ohne Absprache mit seinen Kollegen veröffentlichter Offener Brief an den bekannten dänischen Mathematiker Harald Bohr im Jahresbericht der DMV 1934 sorgte für einen Skandal, und er musste von seinen Ämtern in der DMV zurücktreten.
1945 wurde Bieberbach aus allen Ämtern entlassen. 1949 lud ihn Alexander Ostrowski ein, in Basel Vorlesungen zu halten, wurde dafür aber heftig kritisiert. In den 1950er Jahren lebte er in Berlin-Dahlem, später in Oberaudorf.
Das Zentralarchiv deutscher Mathematiker-Nachlässe an der Niedersächsischen Staats- und Universitätsbibliothek Göttingen bewahrt einen Teilnachlass Bieberbachs auf.

## Werk
Ludwig Bieberbach arbeitete über Funktionentheorie und deren Verbindungen zu anderen Gebieten der Mathematik und verfasste 130 Artikel und Lehrbücher zu diesen Themen. Von besonderem Interesse sind seine drei Bieberbach’schen Sätze, welche zeigen, dass es in jeder Dimension nur eine endliche Anzahl von Raumgruppen gibt, womit er das 18. der 23 mathematischen Probleme von David Hilbert löste.
Weiterhin stellte er 1916 die Bieberbachsche Vermutung auf, dass für die Koeffizienten jeder schlichten, d. h. holomorphen und eineindeutigen (also injektiven) Funktion
{\displaystyle f(z)=z+\sum _{n=2}^{\infty }a_{n}z^{n}}
auf der offenen Einheitskreisscheibe in der komplexen Zahlenebene die Ungleichungen
{\displaystyle |a_{n}|\leq n} für alle {\displaystyle n=2,3,\ldots }
gelten. Bieberbach bewies den Fall {\displaystyle n=2}, Löwner 1923 den Fall {\displaystyle n=3}. Vollständig bewiesen wurde die Vermutung erst 1984 von Louis de Branges de Bourcia.
Darüber hinaus arbeitete Bieberbach über Differentialgleichungen, Differentialgeometrie und Gruppentheorie. Nach ihm sind die Bieberbachgruppe und die Fatou-Bieberbach-Gebiete benannt.

## Schriften
- Zur Theorie der automorphen Funktionen. Inaugural-Dissertation zur Erlangung der Doktorwürde der hohen philosophischen Fakultät der Georg-August-Universität Göttingen, Göttingen, 1910.
- Über einen Satz des Herrn C. Jordan in der Theorie der endlichen Gruppen linearer Substitutionen. Verlag der Königlich Preußischen Akademie der Wissenschaften, Berlin 1911. (= Sitzungsberichte der Königlich Preußischen Akademie der Wissenschaften X, 1911), Textarchiv – Internet Archive
- Einführung in die konforme Abbildung. de Gruyter, Berlin 1915
- Funktionentheorie. Teubner, Leipzig 1922. (= Teubners Techn. Leitfäden, 14)
- Theorie der Differentialgleichungen. Vorlesungen aus dem Gesamtgebiet der gewöhnlichen und der partiellen Differential-Gleichungen. 1923, Berlin (=Grundlehren der mathematischen Wissenschaften 6)
- Differential- und Integralrechnung. Band 1: Differentialrechnung. 1927
- Lehrbuch der Funktionentheorie. Band 2: Moderne Funktionentheorie. Teubner, Leipzig und Berlin 1927
- Vorlesungen über Algebra, Unter Benutzung der dritten Auflage des gleichnamigen Werkes von Dr. Gustav Bauer. 4. Auflage, Teubner, Berlin und Leipzig 1928.
- Theorie der Differentialgleichungen. Vorlesungen aus dem Gesamtgebiet der gewöhnlichen und der partiellen Differentialgleichungen. Dritte neubearbeitete Auflage. Springer, Berlin 1930 (= Die Grundlehren der Mathematischen Wissenschaften in Einzeldarstellungen mit besonderer Berücksichtigung der Anwendungsgebiete. Band VI)
- Lehrbuch der Funktionentheorie. Band I Elemente der Funktionentheorie. Leipzig 1930
- Analytische Geometrie. Leipzig 1930.
- Projektive Geometrie. Teubner, Leipzig und Berlin 1931.
- Differentialgeometrie. 1932
- Zur Lehre von den kubischen Konstruktionen. Thema: Rechtwinkelhaken. zur Dreiteilung des Winkels. Erschienen im Journal für die reine und angewandte Mathematik von K. Hensel, H. Hasse und L. Schlesinger, Band 167 Berlin Walter de Gruyter Co. 1932
- Einleitung in die höhere Geometrie. Leipzig 1933 (= Teubner’s mathematische Leitfäden, Band 39)
- Galilei und die Inquisition. München 1938
- Carl Friedrich Gauß. Ein deutsches Gelehrtenleben. Keil, Berlin 1938.
- Einführung in die konforme Abbildung. De Gruyter, Berlin 1949.
- Theorie der geometrischen Konstruktionen. Basel 1952 (= Mathematische Reihe, Band 13)
- Theorie der gewöhnlichen Differentialgleichungen auf funktionentheoretischer Grundlage dargestellt. Berlin 1953. (= Die Grundlehren der mathematischen Wissenschaften in Einzeldarstellungen, Band LXVI)
- Analytische Fortsetzung. Berlin 1955 (= Ergebnisse der Mathematik und ihrer Grenzgebiete, Band 3)
- Einführung in die Theorie der Differentialgleichungen im reellen Gebiet. Springer, Berlin, Göttingen, Heidelberg 1956.
- Einführung in die analytische Geometrie. 6. Auflage, Bielefeld 1962.